# Асово
Асово — село в Берёзовском районе Пермского края на речке Асовка, притоке Барды, впадающей в Сылву (приток Чусовой). Административный центр Асовского сельского поселения.

## История
Населённый пункт возник в конце XVII в. В 1703 г. - деревня Седегова (в ней жили Седеговы),  в 1747 г. -  деревня Ософ. Название получил по реке Асовка, которая в 1623—1624 гг. именовалась Осов (в 1625 году — Асов). Название произошло от тюркского слово асау — «горькая, солоноватая» (в этих местах существуют соляные источники). Статус села получил в 1833 году, когда здесь была заложена каменная Свято-Троицкая церковь. В 1823 году на Асовке основано лесопильное предприятие, действовавшее вплоть до 1917 года.

## Географическое положение
Расположено на правом берегу реки Асовка (левый приток реки Барда), примерно в 25 км к юго-востоку от райцентра, села Берёзовка.

## Население
| 2010 |
| ---- |
| 826  |

## Инфраструктура
В селе имеются сельская врачебная амбулатория, аптека, основная школа, детский сад, дом культуры,
```
Асовское участковое лесничество.
[
2
]
.
```

## Улицы
- Гагарина ул.
- Кирова ул.
- Лесная ул.
- Мира ул.
- Молодёжная ул.
- Набережная ул.

- Пионерская ул.
- Полевая ул.
- Свободы ул.
- Советская ул.
- Строительная ул.
- Чапаева ул.

## Топографические карты
- Лист карты O-40-92 Кордон. Масштаб: 1 : 100 000. Состояние местности на 1980 год. Издание 1986 г.